# Йосль Лернер
Йосл (Йосеф) Лернер (їд. יאָסל לערנער‎; 24 листопада 1903, Рені, Ізмаїльський повіт, Бессарабська губернія — 24 квітня 1994, Кір'ят-Воно, Тель-Авів, Ізраїль) — єврейський поет, драматург, педагог. Писав на ідише.

## Біографія
Йосл Лернер народився у волосному бесарабському містечку Рені, розташованому в лівобережжі Дуна (тепер райцентр в Одеської області України) в 1903 ріку. Жив у Бричанах (тепер райцентр Бричанського району Молдови), навчався у Чернівцях, у 1930-ті роки працював учителем у Штефанештах в румунської провінції Молдова.
Дебютував у 1929 ріку віршами в періодичній пресі Румунії (газета «Чернівецер блетер»), а в 1936 ріку в Бухаресте вийшла перша поетична збірка Лернера «Дос гезанг фун hінтергас: лід ун фолксмотив» («Наспів підворіття: пісня і народний мотив»), в якому повною мірою проявився його інтерес до міського фольклору. У 1936 році разом з поетом Йосефом Трахтенбергом написав ряд одноактних п'єс для театру-вар'єте.
Після приєднання Бессарабії і Буковини до СРСР у 1940 ріку Йосл Лернер оселився в Чернівцях. У роки Другої світової війни — в гетто в Трансністрії. Зі зникненням радянської періодики на ідиші в 1940-х роках друкуватися більше можливості не мав.
У 1949 ріку заарештований під час масових арештів єврейських літераторів, засуджений на 10 років виправно-трудових таборів, після звільнення в 1954 ріку повернувся до Чернівці.
У 1972 ріку Йосл Лернер переїхав до Ізраїль, де знову почав публікувати вірші і випустив кілька поетичних збірок, у тому числі «Фун хелемер пінкес» (З хелемської хроніки') ', 1975), «Біз з'hейбт він тогн» (Поки не почне світати, 1977), «Бам офенем фенцтер» (У розкритого вікна, 1979), «Лідер ун майселех міт а гутн мейн» (Вірші та казки з гарним наміром, 1983).
Публікувався в «Чернівець блетер» (Чернівецькі листки, Чернівці), «Ундзер цайт» (Наш час, Кишинев), «Шойбм» (Вікна') ', Бухарест), «Уфганг» (Схід, Сігет), «Літераріше блетер» (Літературні листки, Варшава), « Найє пресе» і «Унзер ворт» («Нова преса» і «Наше слово», Париж), «Ідіше цайтунг» («Єврейська газета», Буенос-Айрес), «Совєтиш геймланд» і «Горизонтн» (Москва), ізраїльських виданнях «Ба зих» (У себе), «Єрусолаїмер алманах» (Єрусалимський альманах), «Ісроел штіме» (Голос Ізраїлю), «Лецте найєс» (Останні новини).

## Книги
- פֿון כעלעמער פּנקס (фун хелемер пінкес — з хелемської хроніки), І. Л. Перець-Фарлаг: Тель-Авів, 1975.
- ביז ס'הײבט אָן טאָגן (біз c'hейбт він тогн — поки не почне світати), Тель-Авів, 1977.
- בײַם אָפֿענעם פֿענצטער (бам офенем фэнцтер — біля відчиненого вікна), Най-Лебм (Нове життя): Тель-Авів, 197
- לידער און מעשׂהלעך מיט אַ גוטן מײן (лідер ун майселех мит a гутн мейн — вірші і казки з хорошим умислом.
- על בהונות עולה השחר — שירים (на іврите), 1981.